# デューク ニューケム フォーエバー
『デューク ニューケム フォーエバー』は、2011年6月10日(日本では2012年3月29日)に発売されたファーストパーソン・シューティングゲーム。デューク ニューケムシリーズの一つ。プラットフォームはMicrosoft Windows、プレイステーション3、Xbox 360、OS X。
日本語版発売に当たり、北米版における暴力表現は出来るだけそのまま収録されたが、キャンペーンモードにおける過激な表現は一部修正された。なお、マルチプレイはほぼ無修正である。マルチプレイは海外と同じサーバーで行われるが、リージョンコードの関係上対戦は日本のユーザー同士のみとなる。

## あらすじ
地球を侵略しに来たエイリアンをやっつけ、大好きな女の子たち（ベイブ）と悠々自適の生活を送っていたデューク。だが、エイリアンたちが彼女たちを誘拐した。怒ったデュークは彼女たちを救うべく行動を起こした。

## 登場人物
デューク・ニューケム
声 - 立木文彦
主人公。
マリー・ホルソム
声 - 喜多村英梨
姉妹でデュークと付き合っているポップアイドル。
ケイト・ホルソム
声 - 後藤邑子
マリーの双子の姉妹で、彼女もまたポップアイドルである。
キティ
声 - 中根久美子
デュークの豪邸で働く、セクシーなフランス人のメイド。
ミソ
声 - 徳井青空
アジア人アイドル。
チャスティティ
声 - 橘田いずみ

### 敵
ピッグコップ
デュークへの復讐に燃えるブタ型宇宙人。二丁拳銃を扱うこともある。

オクタブレイン
巨大な頭脳と触手を誇る宇宙人。
アサルトコマンダー
太った男のような姿をした宇宙人で、右手が武器になっており、下半身がロケット状になっている。
エンフォーサー
宇宙恐竜の兵士。

## 評価
大手レビューサイト「1UP」にて同誌史上初となる100点満点中0点を獲得し、「GameTrailers」には「恥知らずの忌々しい後継者」と酷評されるなど、総じて評価は低い。